# Auxiliar de servicios
Un auxiliar de servicios, en España, también llamado "guarda", es un profesional que proporciona apoyo general a algún departamento de la empresa que lo ha contratado. Un ejemplo de este tipo de apoyo consiste en estar bajo el mando del departamento de recepción o recepcionista de turno en un hotel, residencia o local que requiera de este tipo de servicio. Cabe destacar que, en España, suelen contratarse a través de una agencia de seguridad privada, la cual también suele proporcionar servicios de vigilante de seguridad y de detectives privados, entre otros. Esta situación, es decir, el hecho de que permanezcan a una empresa que proporciona también servicios de seguridad, provoca, en bastantes ocasiones, que los auxiliares de servicios confundan sus funciones e incurran en intrusismo laboral, realizando funciones propias de un vigilante de seguridad.
Un auxiliar de servicios podría, en apariencia, parecer un vigilante de seguridad, pero sus funciones y regulación legal son totalmente distintas y totalmente ajenas a la seguridad privada, no pudiendo ejercer funciones encaminadas a la prevención de delitos y faltas. De hecho, y acorde al ministerio del interior, los auxiliares de servicios están excluidos de la normativa de seguridad privada. Pueden llegar a confundirse con vigilantes de seguridad debido a que sí pueden realizar comprobaciones rutinarias de instalaciones y comprobar sistemas antihurto en artículos portados por clientes en grandes superficies.
Suelen disponer de un uniforme proporcionado por la empresa que los contrata, que puede incluir, entre otros, corbata, chaqueta, pantalón y camisa. Debido a que no son vigilantes de seguridad ni ayudantes directos de estos, no les está permitido llevar ningún tipo de arma ni desarrollar funciones destinadas a esos profesionales, como puede ser la identificación de personas mediante documento de identidad o pasaporte, registrar bolsos o pertenencias o llevar a cabo rondas de vigilancia por el perímetro. Debido a que su rango de movilidad de puesto de trabajo suele incluir todo el edificio, suelen disponer de un comunicador portátil que les proporciona la empresa para permanecer en contacto con el profesional o el equipo bajo el que está al mando.

## Funciones
Por lo general sus funciones acaparan un amplio rango, que puede variar dependiendo del tipo de servicio a prestar. Principalmente velará por el correcto funcionamiento de las instalaciones y del lugar donde haya sido destinado, así como atender a las peticiones del profesional o departamento que le haya sido asignado durante el servicio, proporcionando también asistencia a clientes. Un ejemplo de la jornada de trabajo podría consistir en infinidad de pequeños encargos de todo tipo: acompañar a clientes a su habitación o sala, recoger residuos, supervisar instalaciones y maquinaria, apagar o encender luces, informar a clientes, solicitar silencio y llamada de atención a clientes o usuarios ruidosos, comprobación general del establecimiento y actuar en concordancia a proporcionarle correcto funcionamiento.